# Краас, Хуго
Хуго Готфрид Краас (нем. Hugo Gottfried Kraas; 25 января 1911, Виттен, Северный Рейн — Вестфалия — 20 февраля 1980, Зельк, Шлезвиг-Гольштейн) — командир соединений войск СС, бригадефюрер СС и генерал-майор войск СС.

## Семья
Старший из семи сыновей учителя Франца Крааса. Один его брат служил в люфтваффе, другой — Борис — в войсках СС, кавалер Рыцарского креста Железного креста.

## Деятельность до вступления в СС
Учился, хотел стать учителем, но после смерти отца был вынужден пойти работать. 21 марта 1933 окончил строительную школу в Рютене.
- С 19 апреля по 19 августа 1933 состоял в добровольной службе «Арбайтсдинст» в Зенденхорсте.
- 1 октября 1933 вступил в СА, служил в штабе начальника подготовки СА.
- С 1 октября 1933 по 19 февраля 1934 — инструктор в IV спортивной школе СА в Ордруфе.
- С 19 февраля 1934 по 20 апреля 1935 — инструктор в лагере СА в Нойстрелице.
- 1 мая 1934 вступил в НСДАП (№ 2204561).
- С апреля по 30 июня 1935 учился в школе по подготовке учителей в Киле.
- 1 июля 1935 зачислен в Вермахт в качестве кандидата в офицеры, служил в 10-й роте 6-го пехотного полка.
- 30 сентября 1935 зачислен в резерв.

## Член СС
15 октября 1935 вступил в СС (№ 289 633).

### Чины
- С 12 марта 1938 — унтерштурмфюрер СС.
- С 20 апреля 1939 — оберштурмфюрер СС.
- С 1 сентября 1940 — гауптштурмфюрер СС.
- С 20 апреля 1942 — штурмбаннфюрер СС.
- С 21 июня 1943 — оберштурмбаннфюрер СС.
- С 30 января 1944 — штандартенфюрер СС.
- С 30 января 1945 — оберфюрер СС.
- С 20 апреля 1945 — бригадефюрер СС и генерал-майор войск СС

### Должности и отличия
- С 15 октября 1935 — роттенфюрер СС в частях усиления, служил в штандарте «Германия».
- В апреле 1937 — марте 1938 учился в юнкерской школе СС «Брауншвейг».
- С 12 марта 1938 — командир взвода 14-й противотанковой роты в полку «Лейбштандарт СС Адольф Гитлер» (командиром роты был Курт Мейер). В этой должности участвовал в боевых действиях в Польше в сентябре 1939.
- С ноября 1939 — командир 2-го взвода 15 мотоциклетной роты (вновь под командованием Мейера). Участник кампании на Западном фронте в 1940, отличился в боях, после чего его взвод был развёрнут во 2-ю роту (а 15-я мотоциклетная рота, в свою очередь — в разведывательный батальон).
- В качестве командира роты принимал участие в боях на Балканах весной 1941 и на советско-германском фронте с июня 1941. Замещал Мейера во время его отсутствия в качестве командира батальона, отличился во время боевых действий под Ростовом-на-Дону.
- С июня 1942 — командир 1-го батальона 2-го моторизированного полка СС в составе моторизованной дивизии «Лейбштандарт СС Адольф Гитлер», особенно успешно действовал в боях под Харьковом в 1943.
- С 21 марта 1943 — командир 2-го моторизованного полка СС, отличился в Курской битве, где его полк уничтожил 91 советский танк, 63 противотанковых орудия и около 3000 солдат и офицеров Красной Армии
- 5 января 1944 был тяжело ранен и отправлен на лечение.
- С 8 сентября по 7 октября 1944 учился на курсах командиров дивизий в Хиршберге.
- С 13 ноября 1944 по 8 мая 1945 — командир 12-й дивизии СС «Гитлерюгенд».
- 8 мая 1945 в районе Линца сдался в плен американским войскам.

## Награды
- Железный крест 2-го класса (16 октября 1939).
- Железный крест 1-го класса (25 мая 1940).
- Пехотно-штурмовой знак в бронзе (3 октября 1940).
- Знак за ранение (28 августа 1941).
- Немецкий крест в золоте (25 декабря 1941).
- Медаль «За зимнюю кампанию на Востоке 1941/42» (25 августа 1942).
- Нагрудный знак «За ближний бой» в серебре (15 октября 1943)
- Рыцарский крест Железного креста (28 марта 1943).
- Дубовые листья (№ 375) (24 января 1944).
- Упоминался в Вермахтберихт (27 февраля 1943)

## Деятельность после войны
В 1948 освобождён из плена. Жил в ФРГ, скончался от инфаркта.